# 919

## Nașteri
- dată necunoscută: Garcia Sancez I de Pamplona  (d. 970)
- dată necunoscută: Siegfried de Luxemburg  (d. 998)

## Decese
- Ioan al II-lea, duce de Neapole din 915 (n. ?)